# Marlsteek

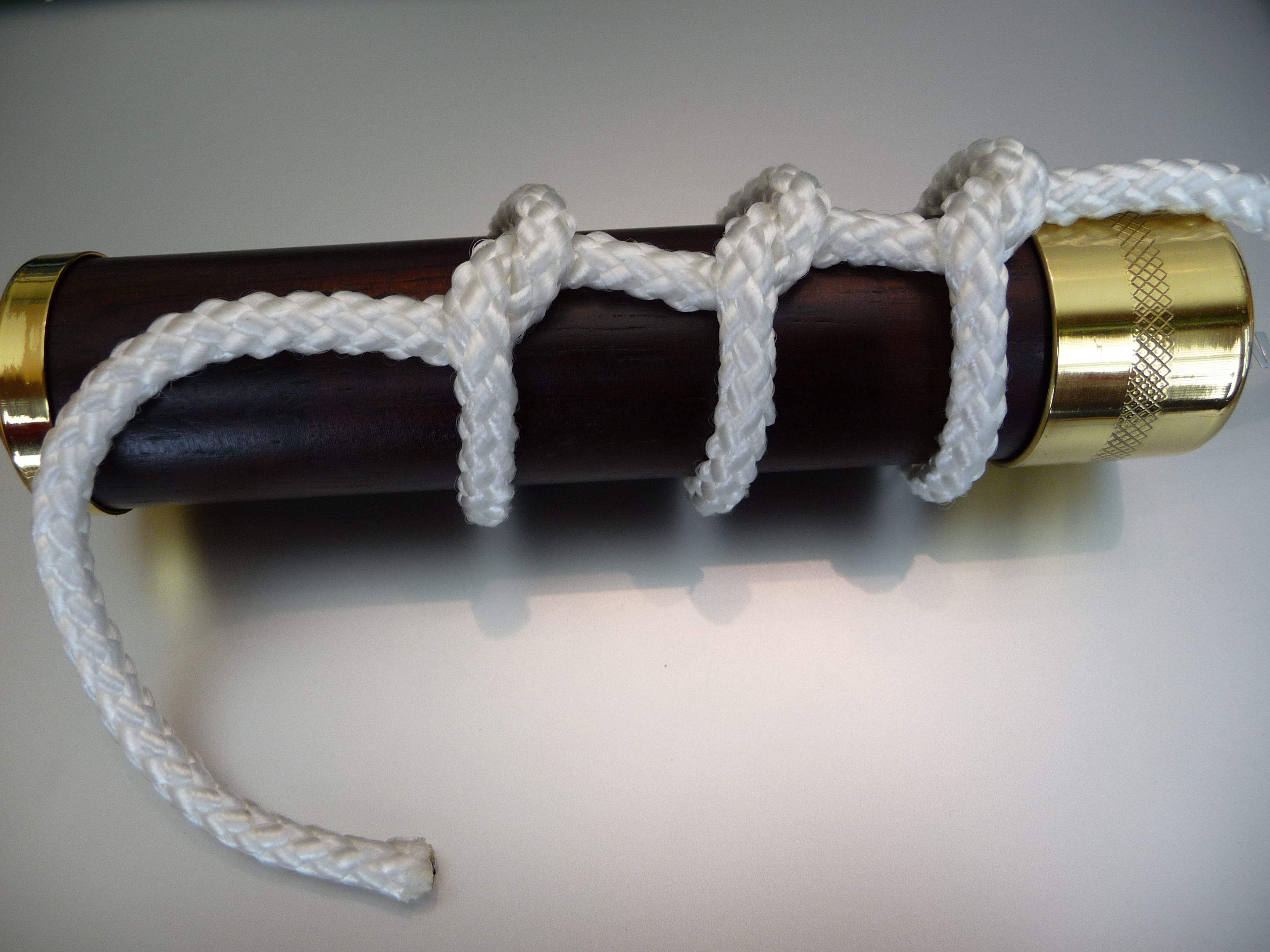
De marlsteek zonder zeil.

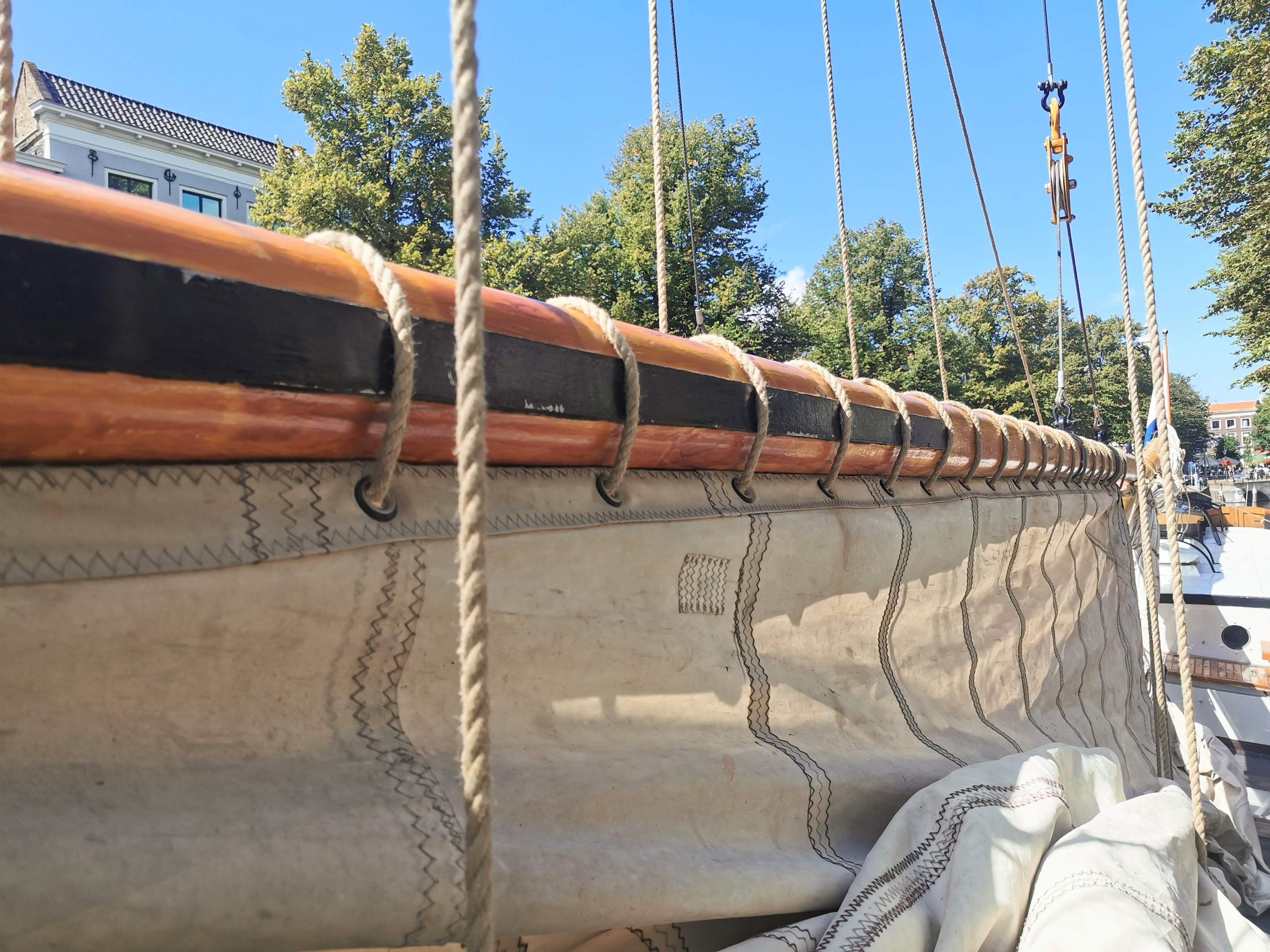
De marllijn trekt het zeil tegen de gaffel

De marlsteek is een overhandknoop die gebruikt wordt om zeilen te marlen. Hij wordt vooral gebruikt om een zeil door middel van een marllijn aan een rondhout (gaffel of giek) van een zeilschip of -boot te bevestigen. De marllijn komt daarbij in het lijk te liggen tussen de omslagen en drukt het zeil daarmee tegen het rondhout.
Het is van belang dat voor het marlen eerst het onder-/bovenlijk strak wordt gespannen. Als een marlsteek goed is belegd houdt deze wanneer de marllijn loos krijgt of breekt.